# D3 (motorväg, Slovakien)
D3 är en motorväg i Slovakien som är under konstruktion. Motorvägen kommer att gå från Žilina till gränsen mot Polen. Utanför Žilina ansluter denna till motorvägen D1. Vissa delar av denna motorväg är redan öppnade för trafik. Det är meningen att denna motorväg ska ansluta till motorvägarna i Polen.